# Nikon Coolpix P2
Le Nikon Coolpix P2 est un appareil photographique numérique de type compact fabriqué par Nikon de la série de Nikon Coolpix.
Commercialisé en octobre 2005, le P2 est un appareil de forme ergonomique assurant une bonne prise de main, de dimensions réduites : 9,1 × 6 × 3,9 cm, d'une définition de 5,1 mégapixels et d'un zoom optique de 3,5x.
Sa portée minimum de la mise au point est de 50 cm, ramenée à 4 cm en mode macro.
Sa principale caractéristique est sa fonction Wi-Fi intégrée qui permet le transfert en direct, au fur et à mesure qu'elles sont prises, les images vers un ordinateur ou une imprimante, grâce à la technologie "sans fil".
Il est équipé d'une fonction "AF Priorité visage" qui permet d'avoir des portraits d'une bonne luminosité puisque l'appareil détecte les visages et réalise la mise au point dessus.
Il possède également le système "D-lighting" développé par Nikon qui permet éclaircir les zones sous-exposées d'une image directement à partir de l'appareil, ainsi que la fonction "Réduction du bruit" qui atténue le bruit automatiquement et le dispositif "VR" (Vibration Reduction) qui permet de supprimer le flou de bougé pendant l’enregistrement de clips vidéo ou d'image.
Son automatisme gère 16 modes Scène pré-programmés afin de faciliter les prises de vues (paysage, portrait, macro, musée, fête/intérieur, rétro-éclairage, plage/neige, portrait nuit, feu d'artifice, nocturne, aube/crépuscule, assistant de panorama, reproduction, sports, coucher de soleil).
L’ajustement de l'exposition est automatique et ne permet pas de mode manuel.
La balance des blancs se fait de manière automatique, mais également semi-manuel avec des options pré-réglées (lumière incandescent, tubes fluorescents, nuageux, éclair, lumière du jour, lumière teintée).
La fonction "BSS" (Best Shot Selector) sélectionne parmi dix prises de vues successives, l'image la mieux exposée et l'enregistre automatiquement.
Son flash incorporé a une portée effective de 0,5 à 2,6 m et dispose de la fonction atténuation des yeux rouges et d'un dispositif d'éclairage AF.
Son mode rafale permet de prendre jusqu'à 2,5 images par seconde.
Ses principaux défauts proviennent de la lenteur même du Wi-Fi jusqu'à 50x moins rapide que par un lecteur de carte, le temps entre 2 prises de vues et le bruitage des images dès ISO 200, ce qui lui vaut une mauvaise critique des divers médias l'ayant testé.
Nikon a arrêté sa commercialisation en 2006.

## Caractéristiques
- Capteur CCD taille 1/1,8 pouce: 5,26 millions de pixels, effective: 5,1 millions de pixels
- Zoom optique: 3,5x, numérique: 4x
- Distance focale équivalence 35 mm: 36-126 mm
- Ouverture de l'objectif: F/2,7-F/5,2
- Vitesse d'obturation: 8 à 1/2000 seconde
- Sensibilité: ISO auto 50 à 400.
- Stockage: Secure Digital SD - mémoire interne de 16 Mo
- Définition image maxi: 2592 × 1944 au format JPEG.
- Autres définitions: 2592 × 1728, 2048 × 1536, 1600 × 1200, 1024 × 768, 640 × 480,
- Définitions vidéo: 640x480 à 30 images par seconde, 160 × 120, 320 × 240 et 640 × 480 à 15 images par seconde au format Quicktime avec son.
- Connectique: USB 2.0, audio-vidéo composite
- Écran LCD de 2,5 pouces - matrice active TFT de 110 000 pixels
- Compatible PictBridge
- Batterie propriétaire rechargeable Lithium-ion type EN-EL8
- Poids: 170 g sans accessoires (batterie et carte mémoire)
- Finition: Argent.